# Râul Borosoaia
Râul Boroșoaia este un curs de apă, afluent al râului Jijioara, este denumit de sateni ,, paraul rece ,, .Acesta izvoraste din centrul satului Borosoaia